# برایروود (داکوتای شمالی)
برایروود(به انگلیسی: Briarwood) شهری در ایالت داکوتای شمالی کشور ایالات متحده آمریکا است که جمعیت آن در سرشماری سال ۲۰۱۰ میلادی، ۷۳ نفر بوده‌است.